# フリードリヒ・フォン・ヴュルテンベルク
フリードリヒ・カール・アウグスト・フォン・ヴュルテンベルク（Friedrich Karl August von Württemberg, 1808年2月21日 - 1870年5月9日）は、ヴュルテンベルクの王族。ヴュルテンベルク王子（Prinz von Württemberg）およびヴュルテンベルク公（Herzog von Württemberg）。最後のヴュルテンベルク王ヴィルヘルム2世の父親である。

## 生涯
ヴュルテンベルク王フリードリヒ1世の次男パウルと、その最初の妻でザクセン＝ヒルトブルクハウゼン公（のちザクセン＝アルテンブルク公）フリードリヒの娘であるシャルロッテの間に長男として生まれた。
15歳でヴュルテンベルク王国軍に入隊し、騎兵大尉に任官している。1832年には歩兵軍の司令官となり、1841年には騎兵軍の中将となった。1865年、フリードリヒは従弟で義弟のヴュルテンベルク王カール1世により、ヴュルテンベルク軍騎兵隊および連邦軍ヴュルテンベルク軍団の最高司令官に任じられた。ヴュルテンベルクがオーストリア側についた普墺戦争では、フリードリヒは司令官を務めることはせず、オーストリア軍の将軍の陣営で連絡将校を務めた。フリードリヒはこの戦争のとき視力が非常に衰えていたが、それでも司令官を務めることを許されないことに腹を立てたという。
フリードリヒはヴュルテンベルク王家の王子としてヴュルテンベルク貴族院議員の席を占めていた。1865年には、枢密院議長に任じられている。晩年のフリードリヒはルートヴィヒスブルク宮殿とオッペンヴァイラーの狩猟用城館を主な住まいとしていた。1870年に潰瘍のために死んだ。この潰瘍は狩猟中に負った顔の傷が化膿してできたと思われる。遺骸はルートヴィヒスブルク宮殿内の王家の地下納骨堂に埋葬された。

## 子女
1845年11月20日に父方の伯父ヴュルテンベルク王ヴィルヘルム1世の娘カタリーナ（1821年 - 1898年）と結婚し、間に息子を一人もうけた。
- ヴィルヘルム2世（1848年 - 1921年） - ヴュルテンベルク王